# Fritz Lederer
Fritz Lederer (22. dubna 1878 Kynšperk nad Ohří – 19. května 1949 Cheb) byl malíř a grafik pocházející z židovské rodiny usazené v Kynšperku nad Ohří.

## Život
Studoval malířství na akademii ve Výmaru, dále studoval a působil v Paříži a Berlíně. Za první světové války bojoval na italské frontě v rakouskouherské armádě. V letech 1944–1945 vězněn v Terezíně. Po válce se vrátil do rodného Kynšperku, kde působil v bytě po svém zemřelém bratrovi Karlovi, v městské brance a přilehlém domě. Zde se mimo jiné staral o Karlovu sbírku lidového nábytku (kterou následně i rozšiřoval). Zemřel v chebské nemocnici a jako poslední byl pohřben na kynšperském židovském hřbitově.

## Galerie

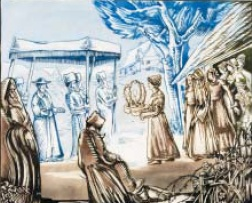
Židovská svatba, pastel, tempera, (1943)
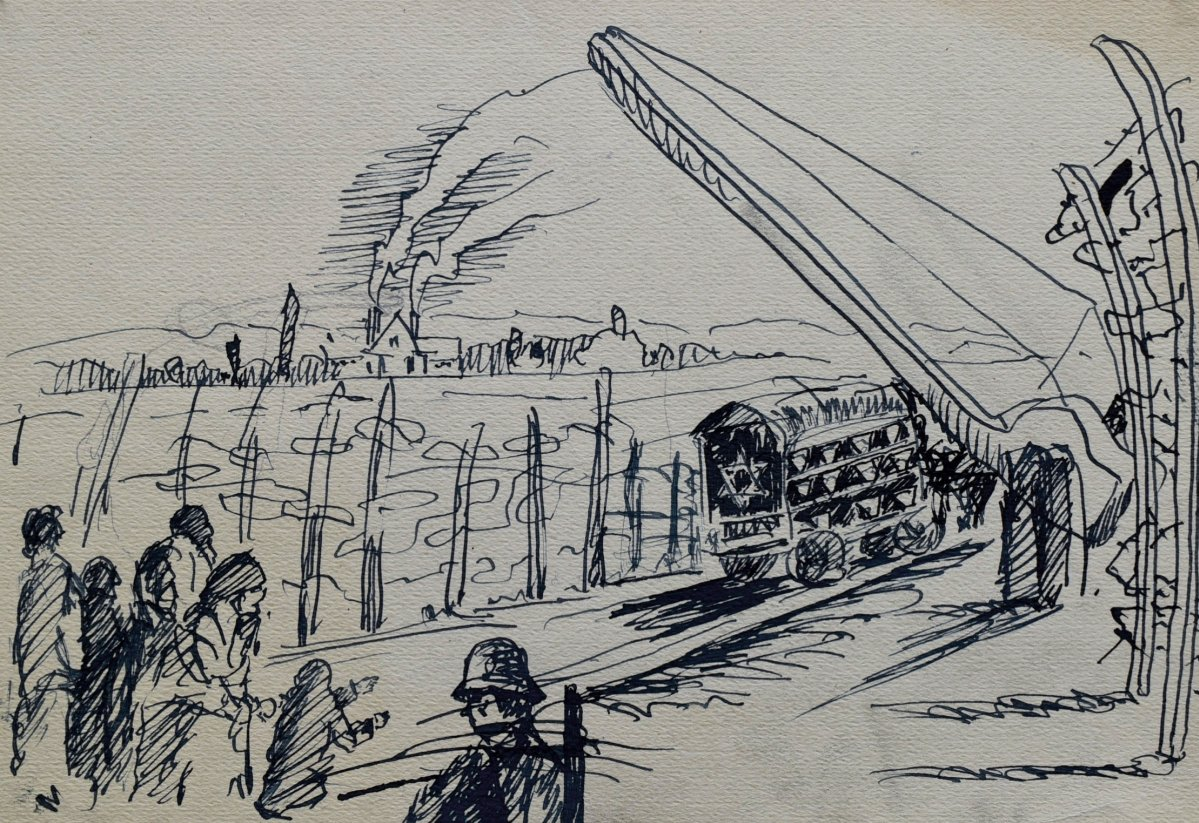
(soubor kreseb) tábor v Terezíně, kresba tuší
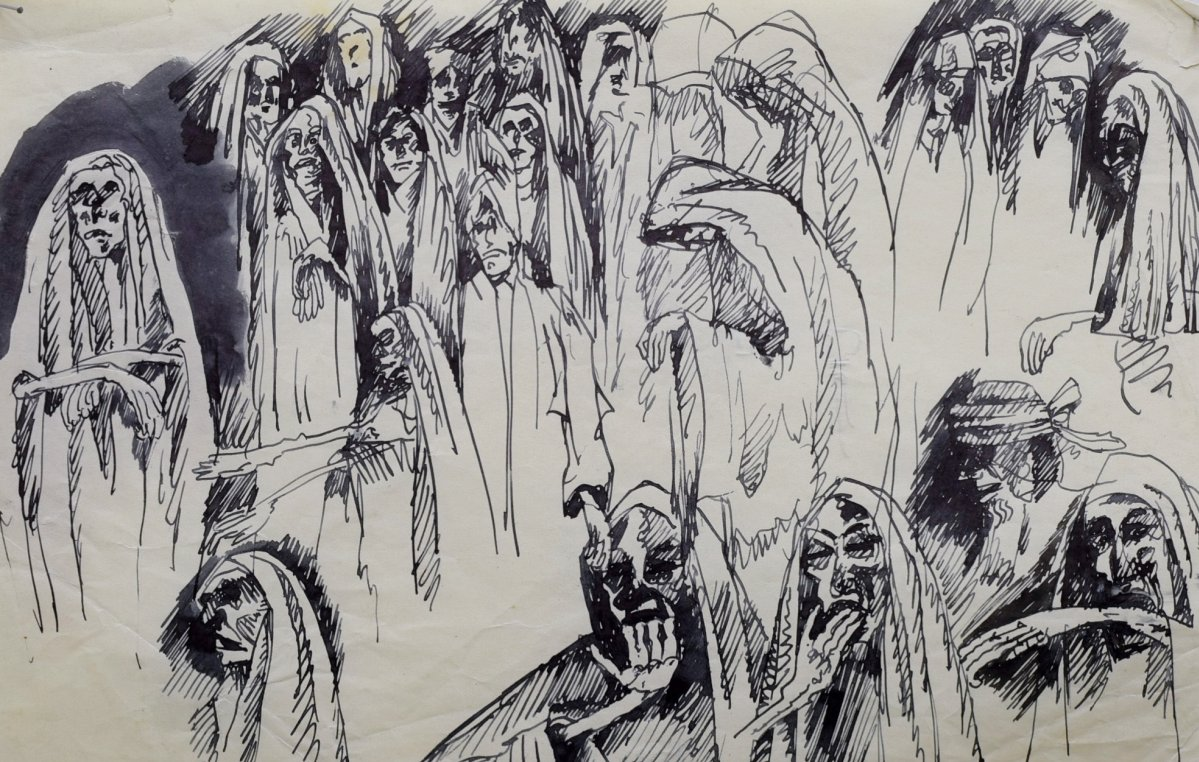
(soubor kreseb) tábor v Terezíně 2, kresba tuší
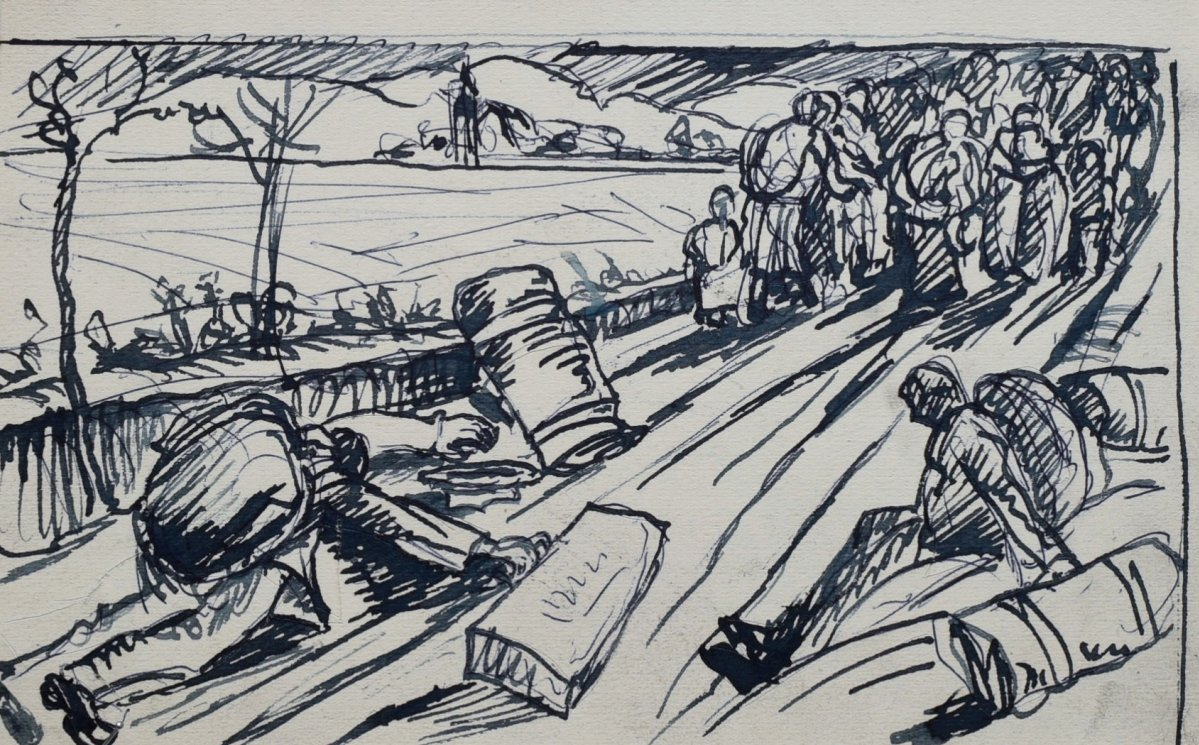
(soubor kreseb) tábor v Terezíně 3, kresba tuší
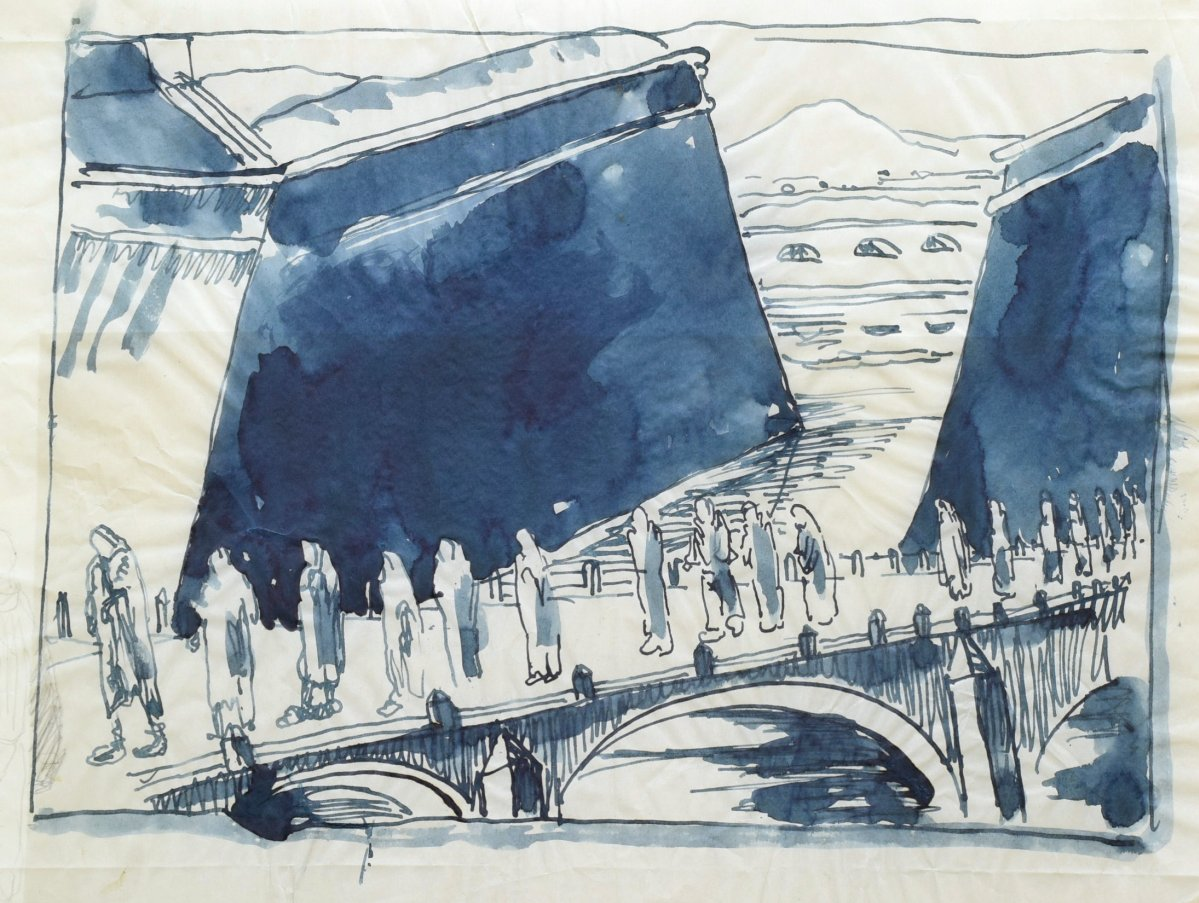
(soubor kreseb) tábor v Terezíně 4, kresba tuší
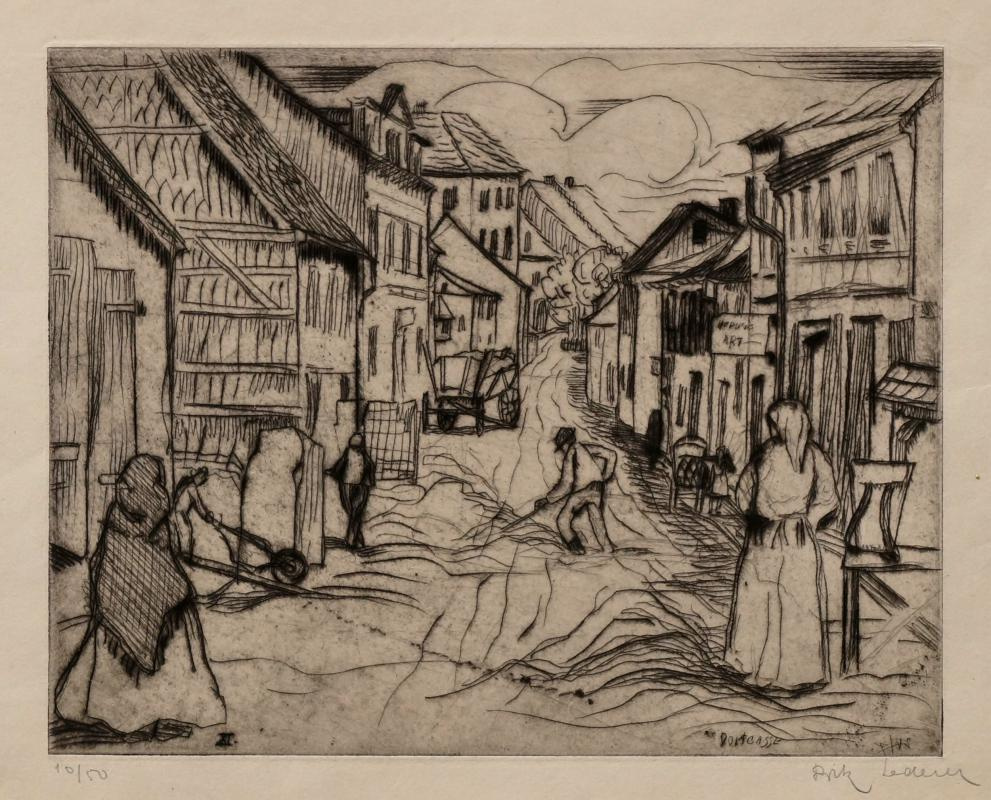
Postavy na vesnické ulici; suchá jehla
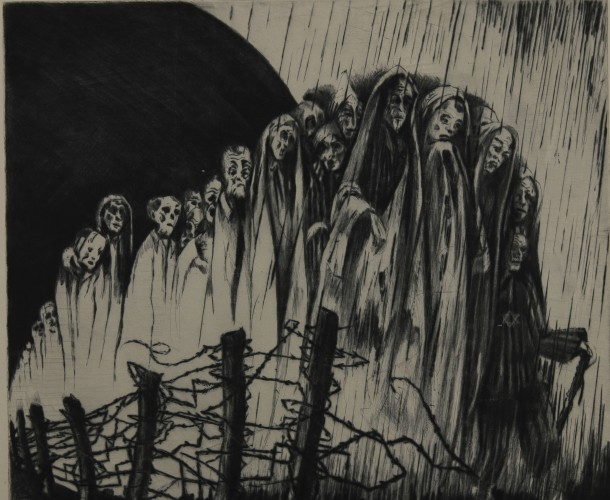
Život a smrt v terezínském ghettu, lept (kol.1946)
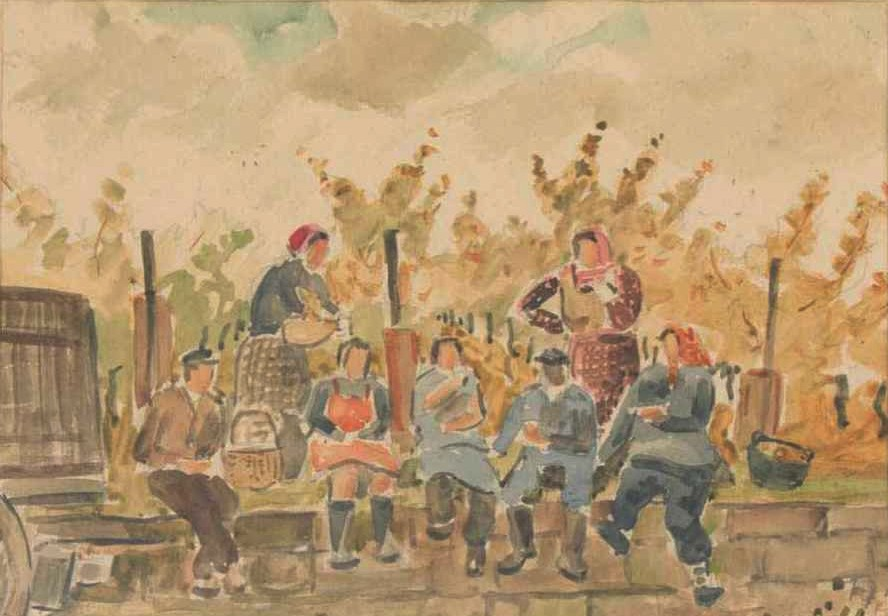
Přestávka na snídani, akvarel na papíře